# Église Pierre-et-Paul de Zagorié
L'église Pierre-et-Paul de Zagorié du domaine de Peresleguino est une église située dans la localité de Zagorié dans le raïon de Torjok de l'oblast de Tver, en Russie européenne. Elle est inscrite la liste indicative du patrimoine mondial depuis février 2023.

## Histoire
L'église est le seul vestige du domaine de Peresleguino. Elle a été construite selon les plans de Nikolaï Lvov à une date inconnue, quelque part entre les années 1780 et 1820.

## Patrimonialité
L'édifice est classé dans la liste de l'héritage patrimonial de la Russie d'importance régionale sous le no 692111343340005 depuis 2021. Le domaine fait partie du site intitulé « Centre-ville historique de Torjok et propriétés de campagne conçues par Nikolaï Lvov », inscrit par le gouvernement russe le 13 février 2023 sur la liste indicative du patrimoine mondial de l'Unesco,.